# Богослово (Грязовецкий район)
Богослово — деревня в Грязовецком районе Вологодской области на реке Кохтыш.
Входит в состав Комьянского муниципального образования, с точки зрения административно-территориального деления — в Ведерковский сельсовет.
Расстояние до районного центра Грязовца по автодороге — 44,5 км, до центра муниципального образования Хорошево по прямой — 9 км. Ближайшие населённые пункты — Вознесенье, Берендеево, Бушуиха, Муравьево.
По данным переписи в 2002 году постоянного населения не было.